# Ailette (armatura)

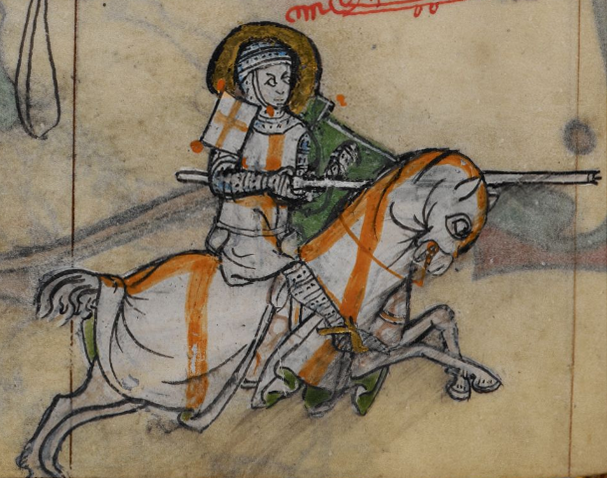
Cavaliere del primo quarto del XIV secolo. Sulle spalle indossa delle ailettes.

L'ailette (dal francese "piccola ala") era un elemento ricorrente nelle armature cavalleresche di inizio Duecento e della prima metà del Trecento. Le ailettes, solitamente realizzate in cuoio bollito (talvolta in piastra metallica o pergamena), erano pezzi spessi e quadrangolari di cuoio o di legno fissati alle spalle tramite cordini di seta o di cuoio. Le ailette erano solitamente piatte e di forma pressoché rettangolare, e solitamente decorate con motivi araldici.
Le ailettes ebbero un breve picco di popolarità tra la fine del XIII e l'inizio del XIV secolo, prima di cedere il passo a piastre articolari più protettive che coprivano lo spazio tra le articolazioni delle spalle.
Samuel Lysons riporta che, nel 1278, per il torneo di Windsor Park, furono acquistate da un conciatore 38 paia di ailettes di cuoio per 8 penny al paio, il che implica che fossero un pezzo di equipaggiamento comune in quella data in Inghilterra.
Lo scopo delle ailette è tutt'ora oggetto di dibattito tra gli studiosi. Alcuni, come Charles ffoulkes, sostengono che fossero funzionali alla protezione del collo, mentre altri, come Ewart Oakeshott, sostengono che venissero principalmente usati per ragioni decorative e araldiche.